# ألبين بيلاك
ألبين بيلاك (Albin Pelak) (9 أبريل 1981 في نوفي بازار في صربيا – )؛ هو لاعب كرة قدم سابق كان يلعب كلاعب وسط. يلعب مع منتخب البوسنة والهرسك لكرة القدم منذ عام 2002.

## وصلات خارجية
- ألبين بيلاك على موقع رابطة كرة القدم اليابانية للمحترفين (اليابانية)
- ألبين بيلاك على موقع قاعدة بيانات كرة القدم.إي يو (الإنجليزية)
- ألبين بيلاك على موقع ناشيونال فوتبول تيمز (الإنجليزية)
- ألبين بيلاك على موقع Soccerway.com (الإنجليزية)
- ألبين بيلاك على موقع عالم كرة القدم.نت (الإنجليزية)

- National Football Teams